# Hexatoma ruficornis
Hexatoma ruficornis är en tvåvingeart som först beskrevs av Pierre Justin Marie Macquart 1838.
Hexatoma ruficornis ingår i släktet Hexatoma och familjen småharkrankar. Inga underarter finns listade i Catalogue of Life.